# Listă de personalități din Viena

Stema Vienei

Această listă de personalități marcante din Viena cuprinde o enumerare cronologică a celor mai reprezentative persoane al căror nume este legat de capitala Austriei.
Dacă nu este precizată etnia unei persoane, se subînțelege că aceasta este austriacă.
| Listă ordonată cronologic |
| Secolele XIII - XVI • Secolul al XVI-lea • Secolul al XVII-lea • Secolul al XVIII-lea (1701 - 1750, 1751 - 1800) • Secolul al XIX-lea (1801 - 1820, 1821 - 1840, 1841 - 1860, 1861 - 1870, 1871 - 1880, 1881 - 1890, 1891 - 1900) • Secolul al XX-lea (1901 - 1910, 1911 - 1920, 1921 - 1930, 1931 - 1940, 1941 - 1950, 1951 - 1960, 1961 - 1970, 1971 - 1980, 1981 - 1990, 1991 - 2000) |
| Indice alfabetic |
| A • B • C • D • E • F • G • H • I • J • K • L • M • N • O • P • R • S • T • U • V • W • X • Y • Z |
| Note • Vezi și |

## Secolele XIII - XVI

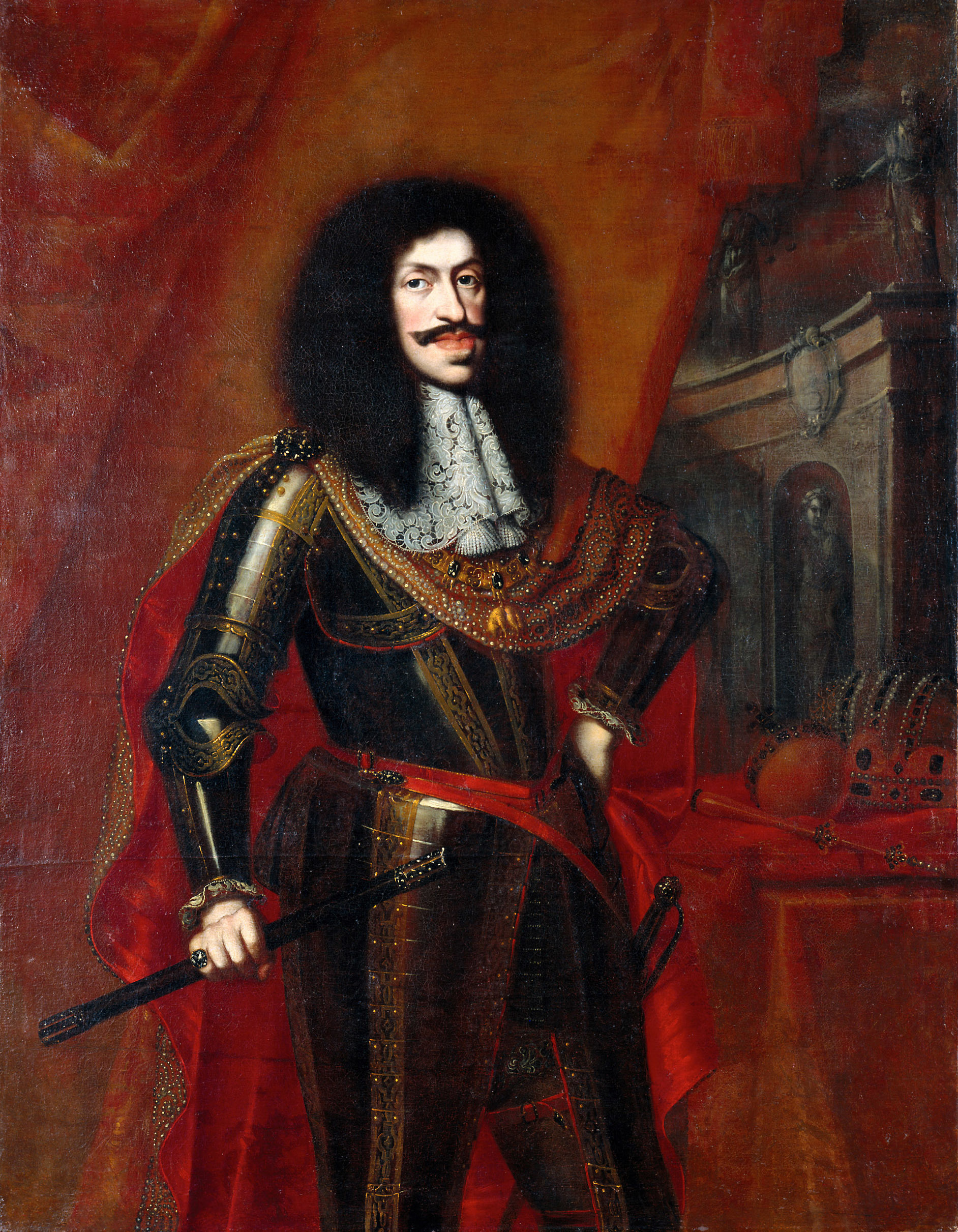
Leopold I de Habsburg

- Leopold I de Habsburg (1290 - 1326), duce de Austria și de Stiria;

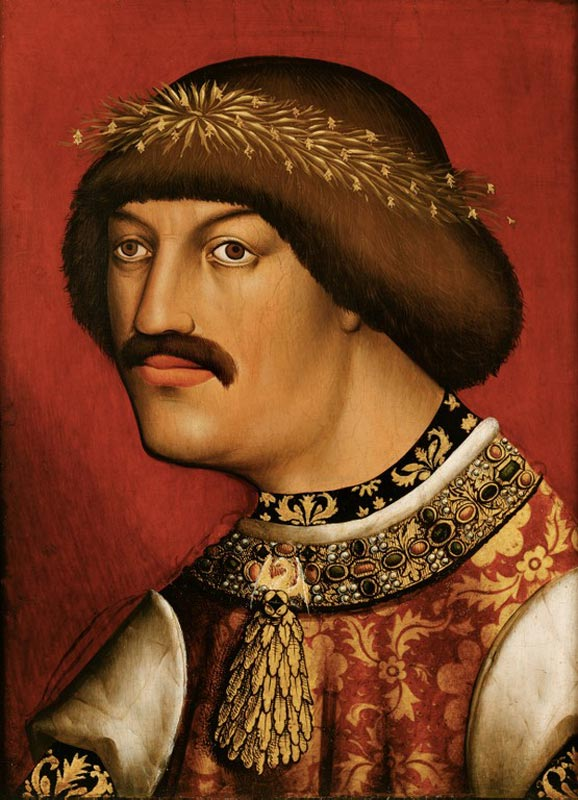
Albert al II-lea

- Albert al II-lea, Rege Roman (1397 - 1439), rege al Ungariei și al Croației;
- Maximilian I al Sfântului Imperiu Roman (1459 - 1519), împărat al Sfântului Imperiu Roman;

## Secolul al XVI-lea

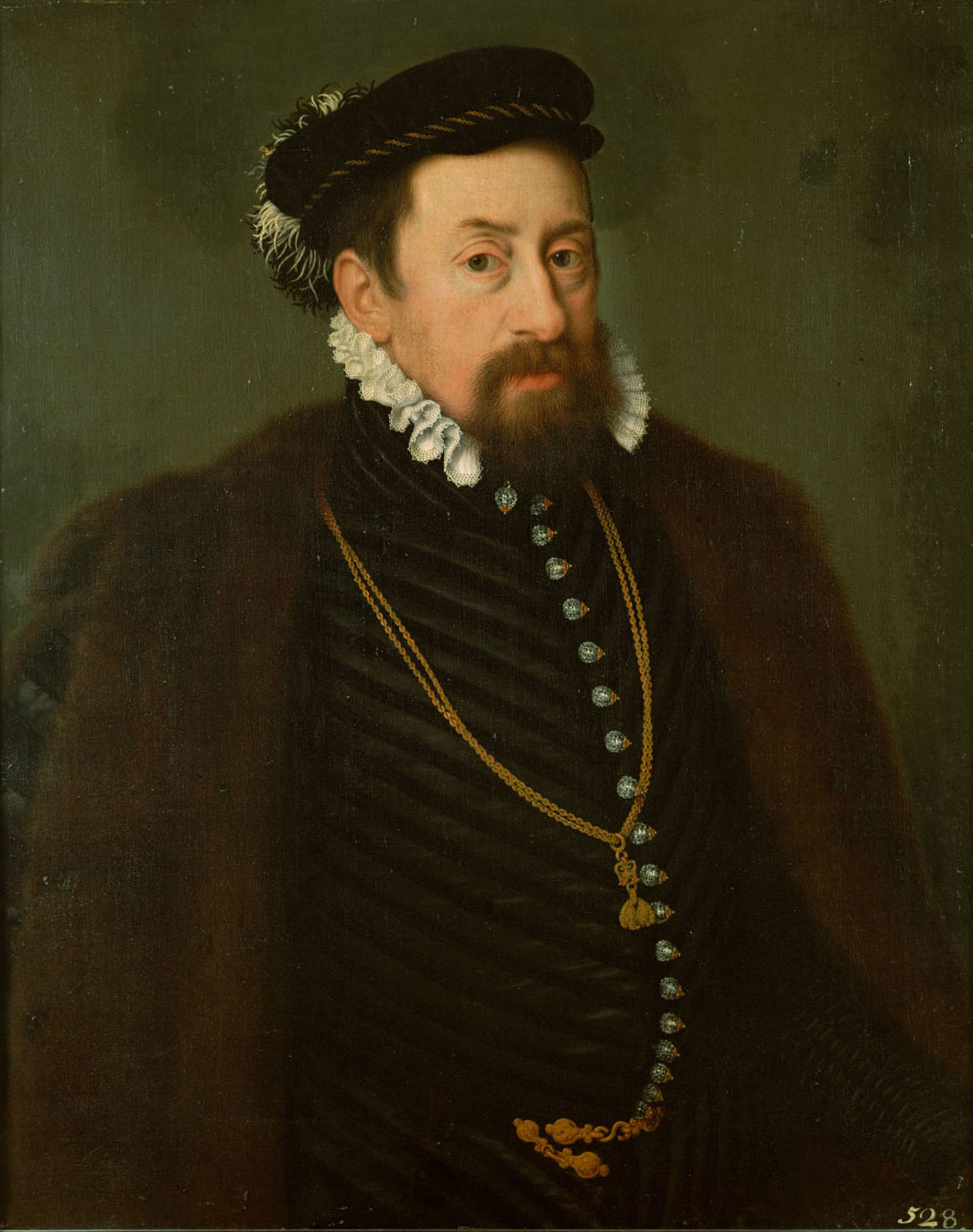
Maximilian al II-lea

- Maximilian al II-lea (1527 - 1576), împărat al Sfântului Imperiu Roman;
- Carol al II-lea, Arhiduce de Austria (1540 - 1590), arhiduce de Austria;
- Rudolf al II-lea (1552 - 1612), împărat al Sfântului Imperiu Roman;
- Ernest de Austria (1553 - 1595), nobil, fiu al lui Maximilian al II-lea;
- Elisabeta de Austria[1] (1554 - 1592), soție a lui Carol al IX-lea al Franței;
- Matia I al Sfântului Imperiu Roman (1557 - 1619), împărat al Sfântului Imperiu Roman.

## Secolul al XVII-lea

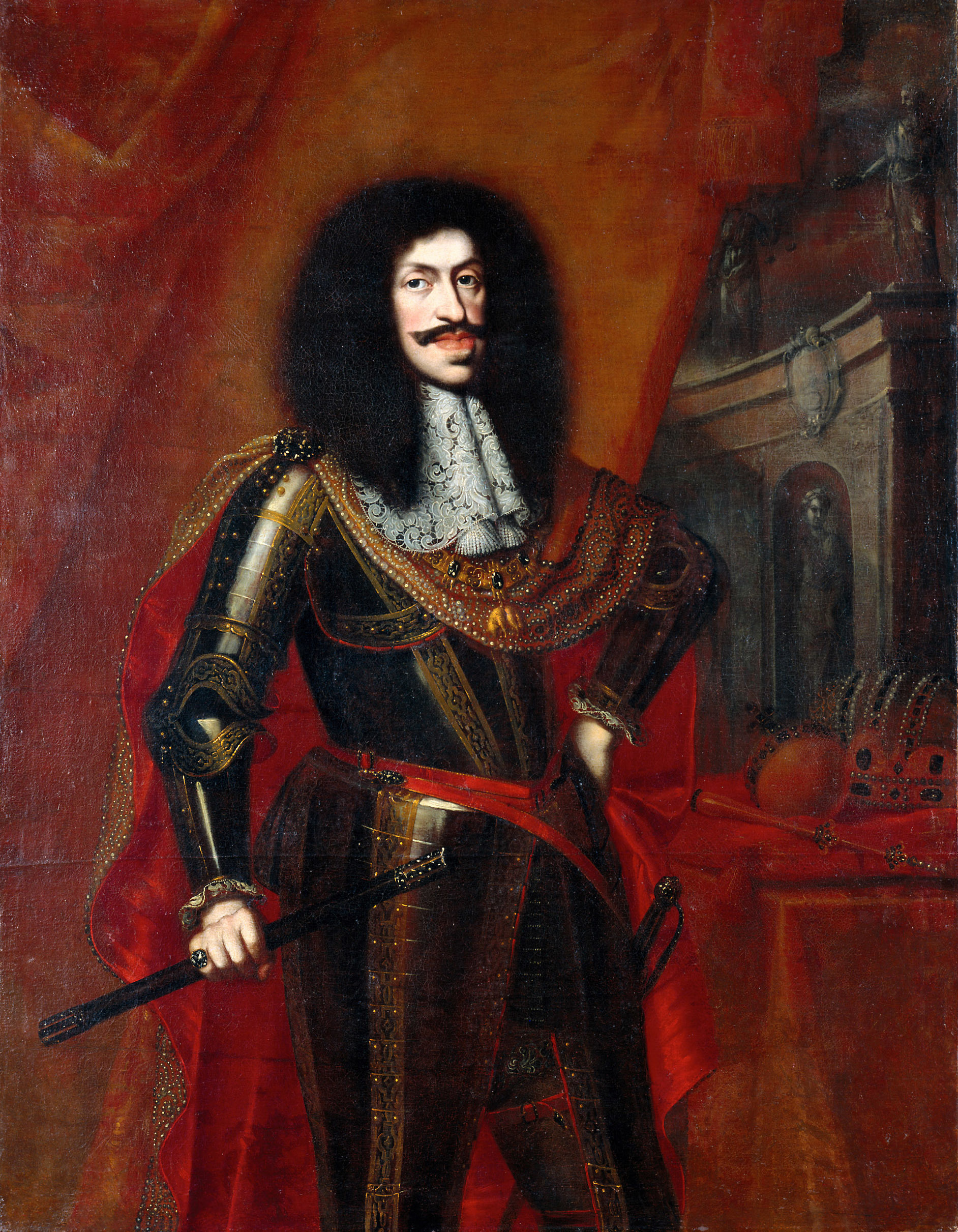
Leopold I al Sfântului Imperiu Roman

- Leopold I (1640 - 1705),  împărat al Sfântului Imperiu Roman;
- Carol al V-lea de Lorena (1643 - 1690), duce de Lorena;
- Iosif I al Sfântului Imperiu Roman (1678 - 1711), împărat al Sfântului Imperiu Roman;
- Carol al VI-lea (1685 - 1740), împărat al Sfântului Imperiu Roman;
- Joseph Emanuel Fischer von Erlach (1693 - 1742), arhitect.

## Secolul al XVIII-lea

### 1701 - 1750
- Leopold Josef von Daun (1705 - 1766), conte, feldmareșal;
- Wenzel Anton von Kaunitz (1711 - 1794), conte, politician;

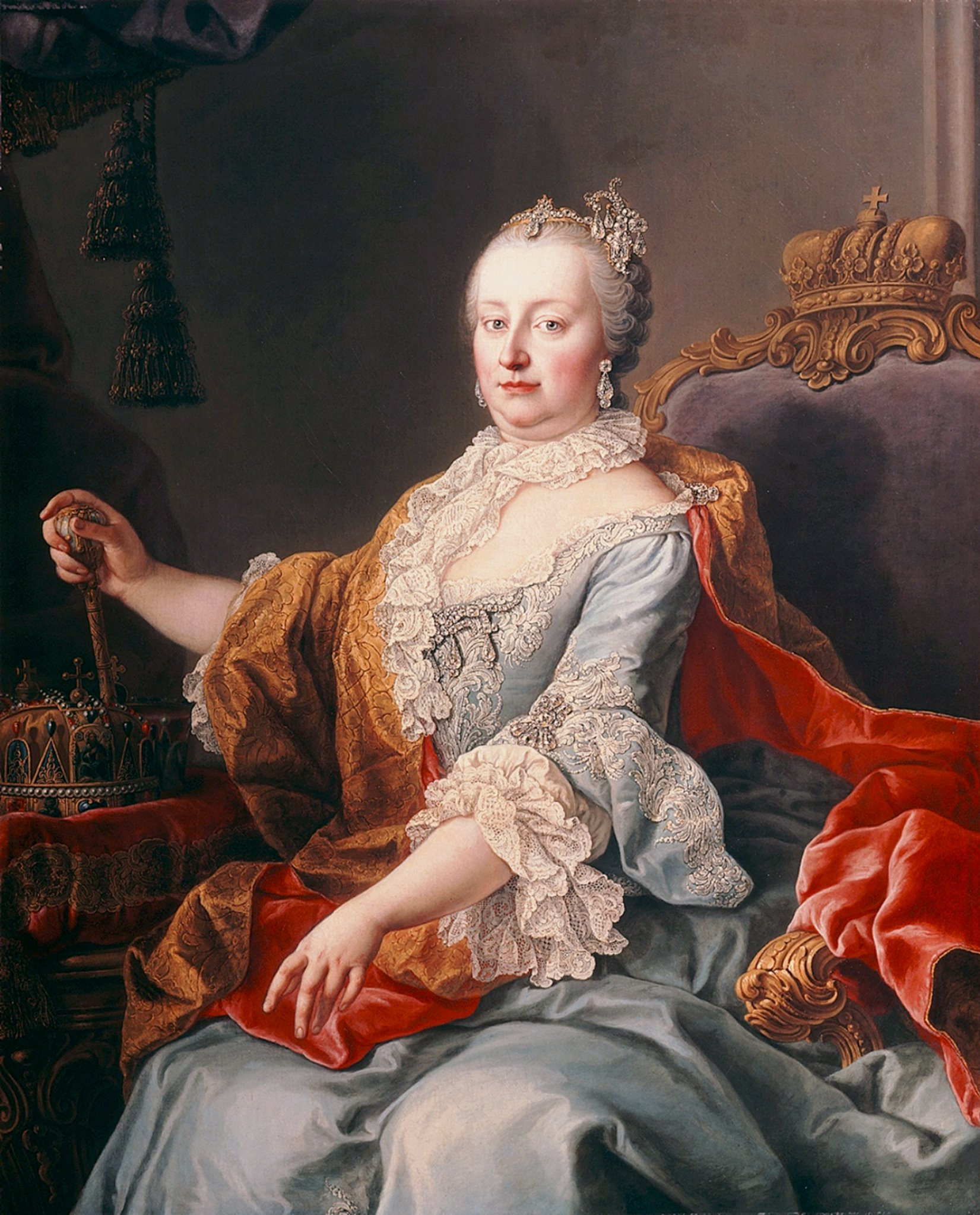
Maria Terezia a Austriei

- Maria Terezia a Austriei (1717 - 1780), împărăteasă a Sfântului Imperiu Roman;

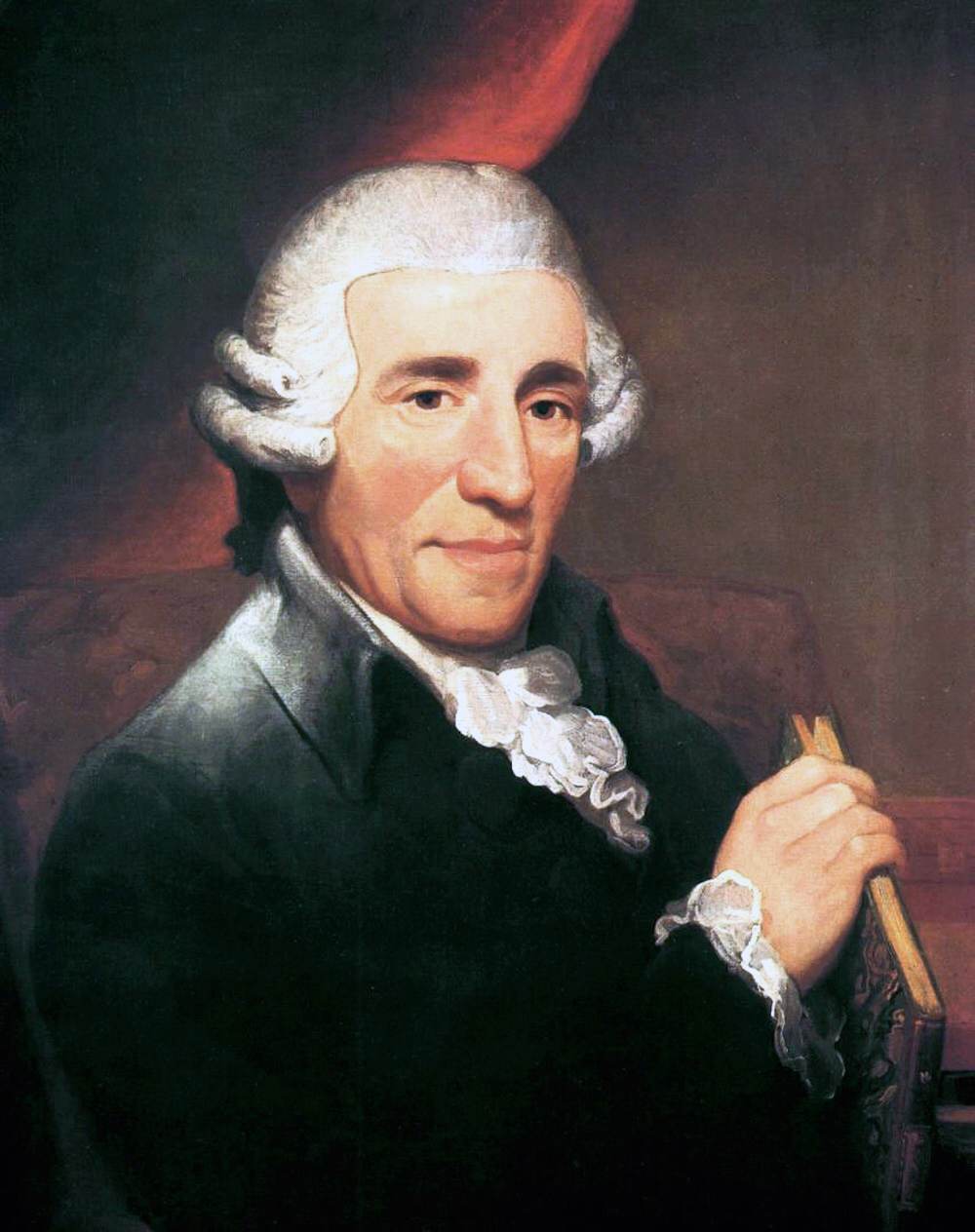
Joseph Haydn

- Joseph Haydn (1732 - 1809), compozitor;
- Carl Ditters von Dittersdorf (1739 - 1799), compozitor;

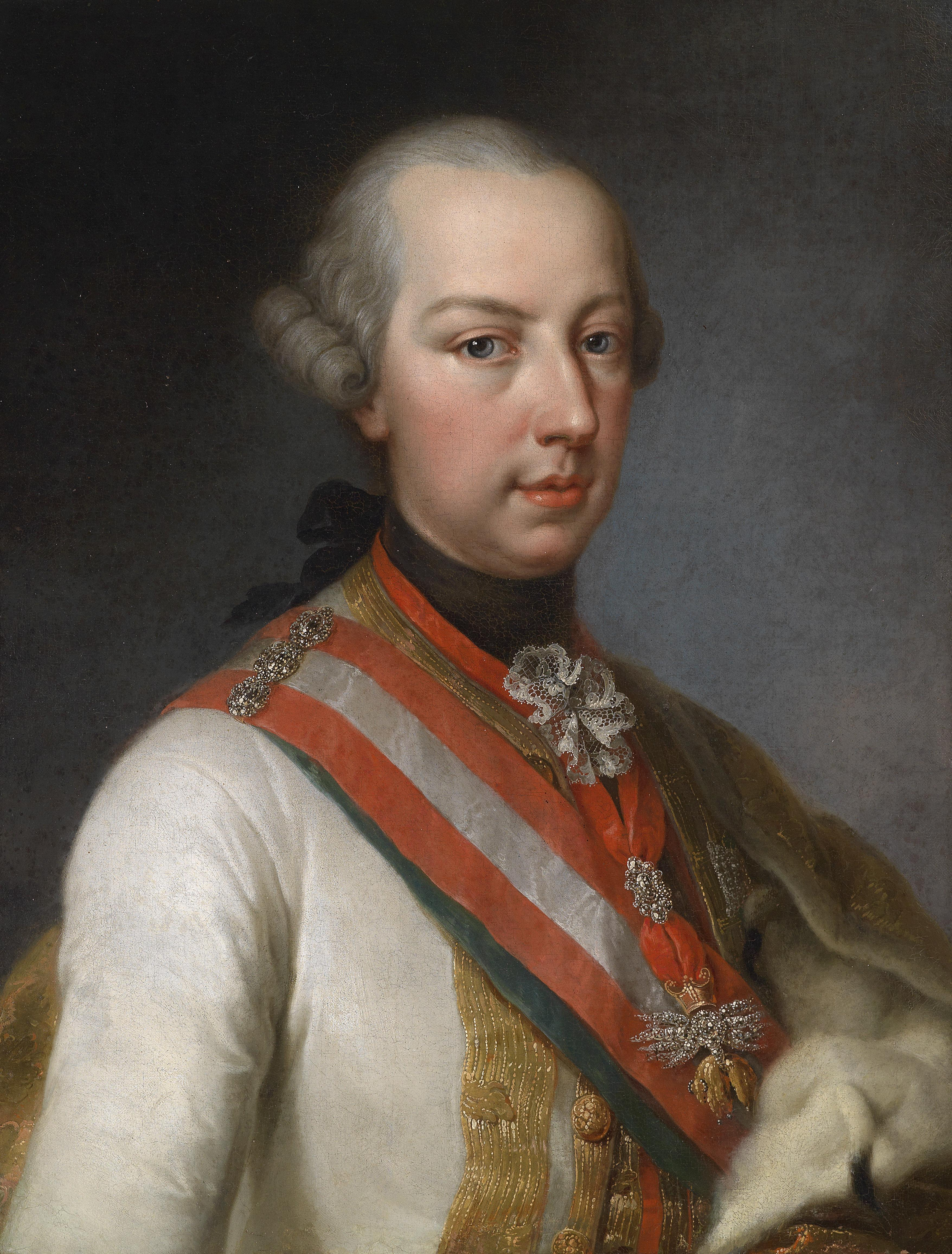
Iosif al II-lea al Sfântului Imperiu Roman

- Iosif al II-lea (1741 - 1790), împărat al Sfântului Imperiu Roman;
- Arhiducesa Maria Christina (1742 - 1798), prințesă, fiică a Mariei Terezia;
- Maria Elisabeta a Austriei[2] (1743 - 1808), arhiducesă, fiică a Mariei Terezia;
- Carol Iosif al Austriei[3] (1745 - 1761), arhiduce, fiu al Mariei Terezia;
- Leopold al II-lea (1747 - 1792), împărat al Sfântului Imperiu Roman, rege al Boemiei, Ungariei, principe al Transilvaniei.

### 1751 - 1800
- Maria Carolina a Austriei (1752 - 1814), soția lui Ferdinand I al celor Două Sicilii;
- Maria Antoaneta (1755 - 1793), regină, soția lui Ludovic al XVI-lea al Franței;

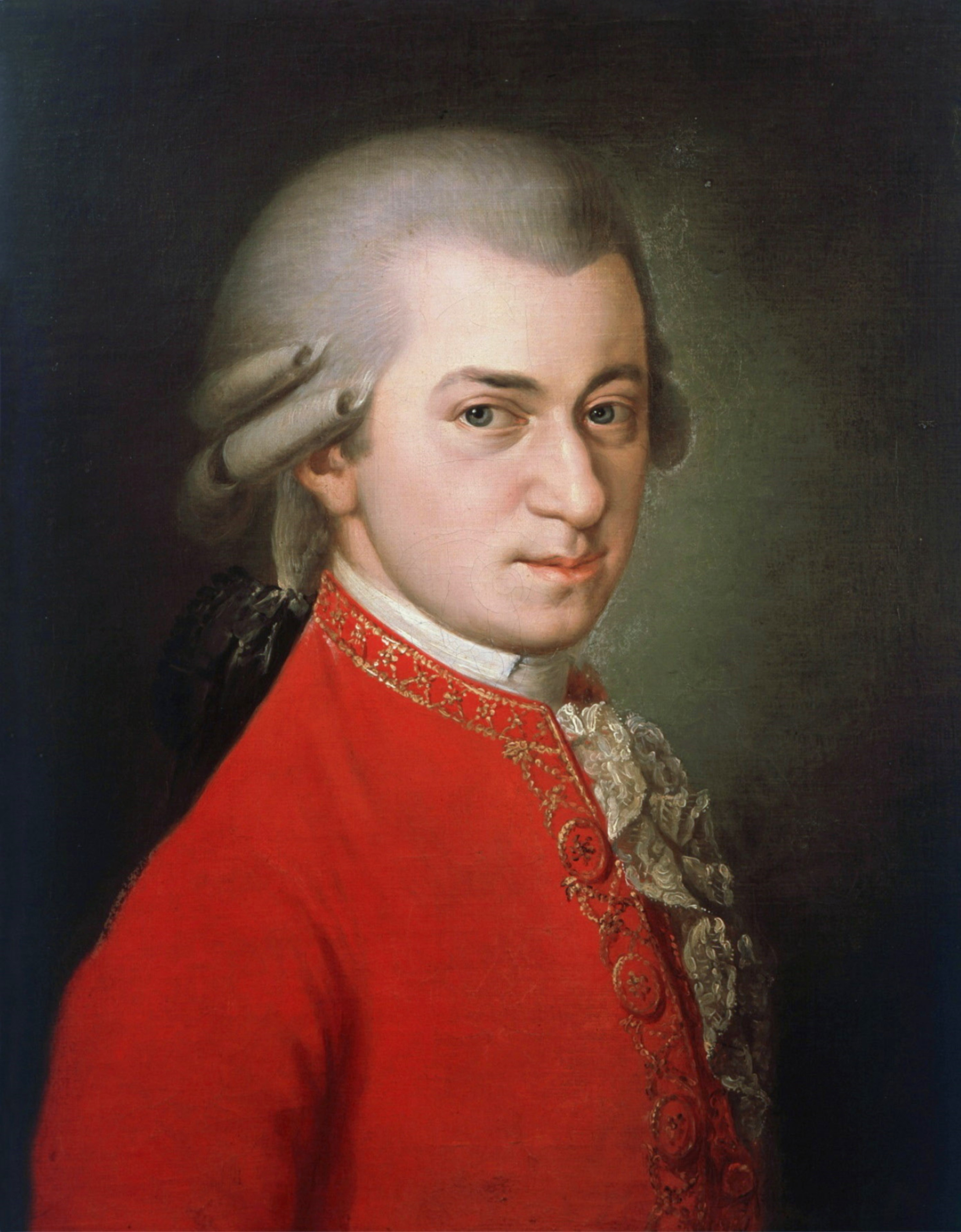
Wolfgang Amadeus Mozart

- Wolfgang Amadeus Mozart (1756 - 1791), compozitor;
- Maximilian Franz al Austriei (1756 - 1801), arhiepiscop, fiu al Mariei Terezia a Austriei;
- Józef Poniatowski (1763 - 1813), prinț polonez, om de stat;

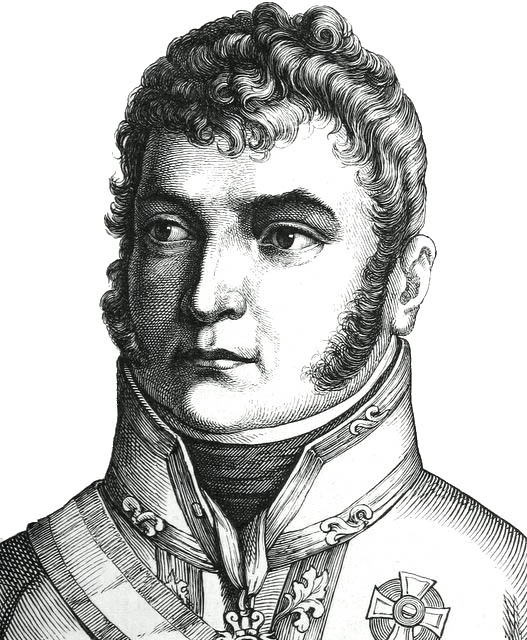
Karl Philipp zu Schwarzenberg

- Karl Philipp zu Schwarzenberg (1771 - 1820), feldmareșal;
- Jernej Kopitar (1780 - 1844), lingvist sloven;
- Heinrich von Heß (1788 - 1870), feldzeugmeister;
- Marie Louise, ducesă de Parma (1791 - 1847), soția lui Napoleon;
- Carl Czerny (1791 - 1857), compozitor, pianist;
- István Széchenyi (1791 - 1860), politician, scriitor;

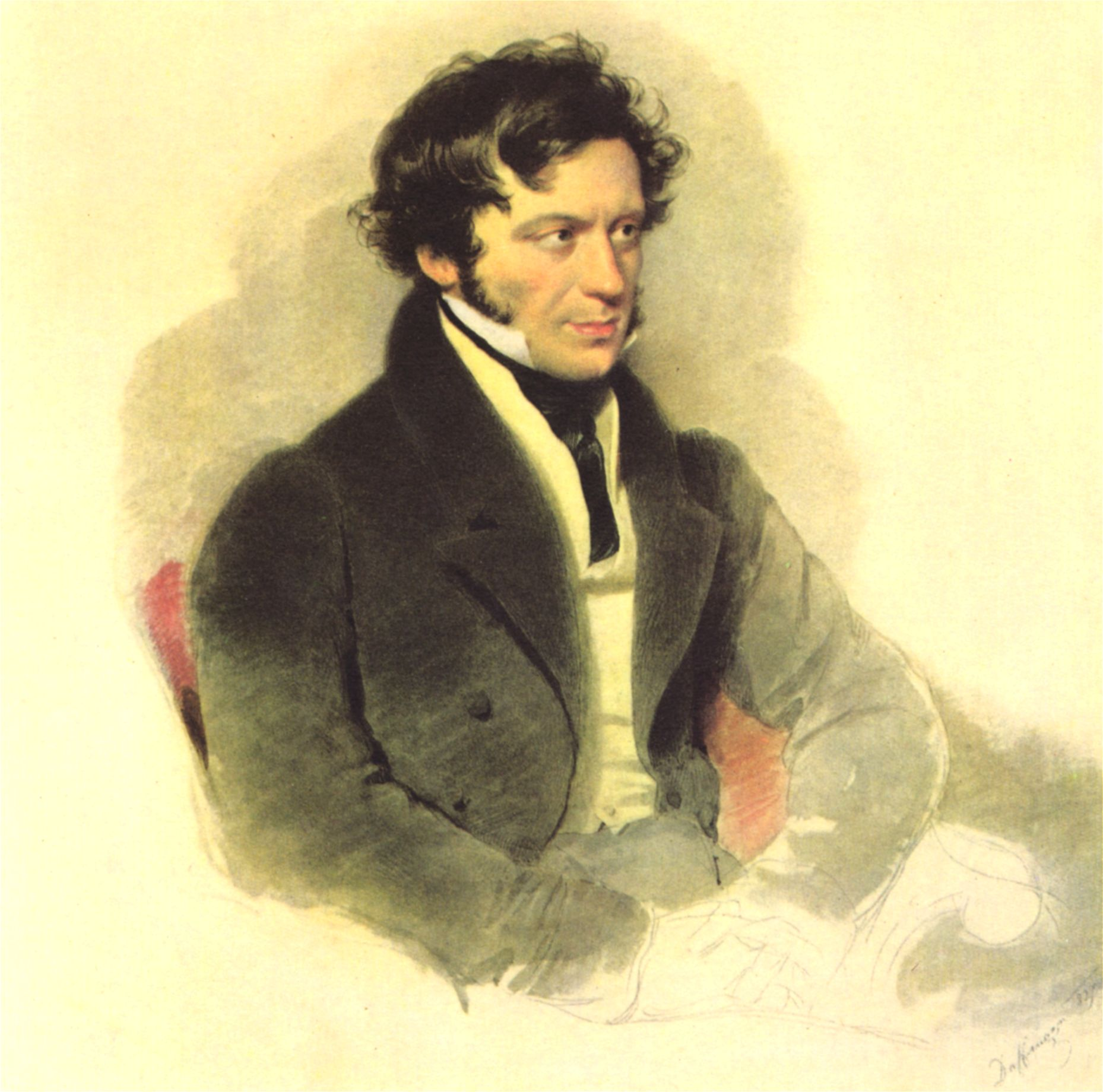
Franz Grillparzer

- Franz Grillparzer (1791 - 1872), dramaturg, poet;
- Ferdinand Georg Waldmüller (1793 - 1865), pictor;
- Ferdinand I al Austriei (1793 - 1875), împărat al Austriei, rege al Ungariei;
- Aloys al II-lea de Liechtenstein (1796 - 1858), prinț, fiu al lui Ioan I de Liechtenstein;
- Maria Leopoldina a Austriei (1797 - 1826), împărăteasă a Braziliei, străbunică lui Ferdinand I al României;

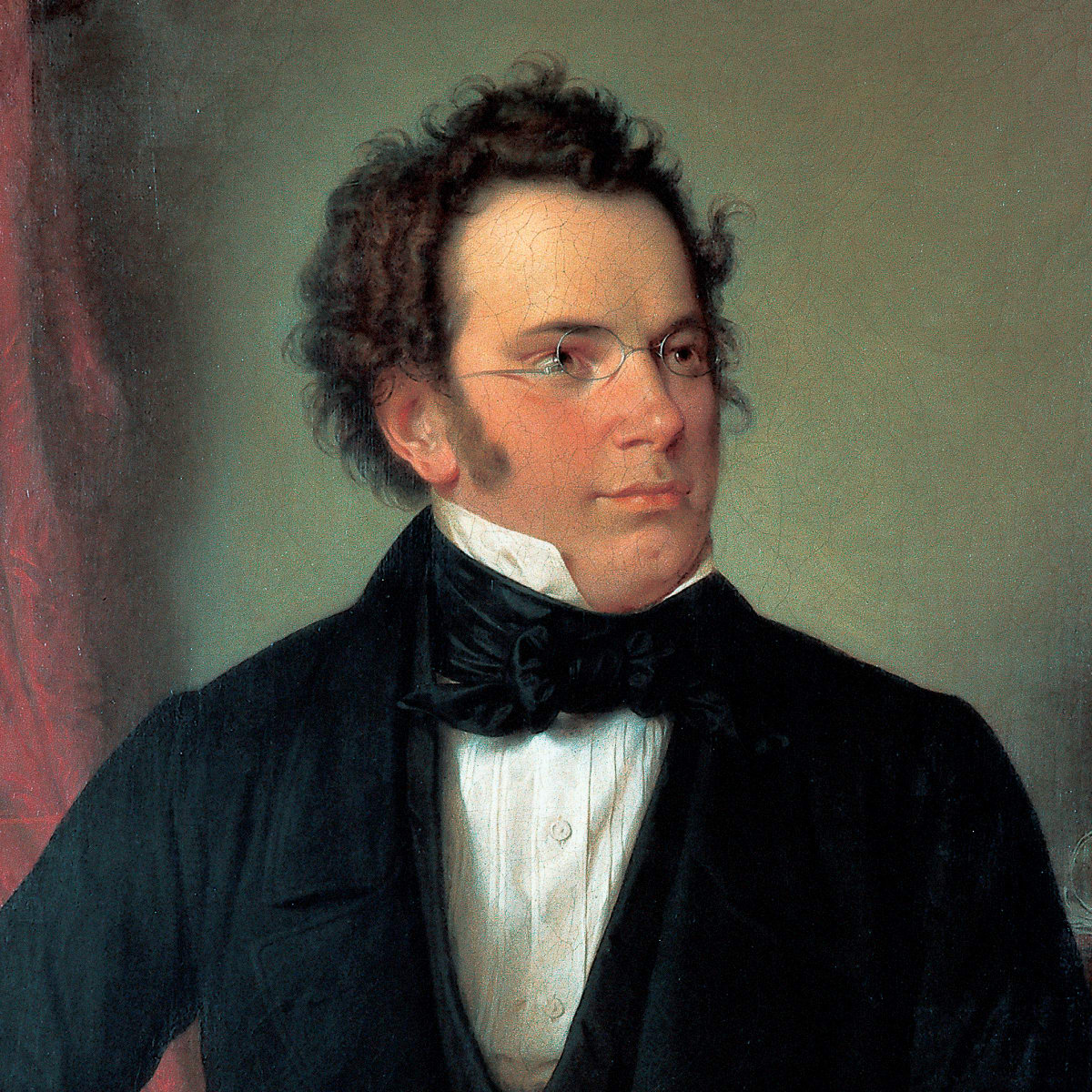
Franz Schubert

- Franz Schubert (1797 - 1828), compozitor romantic;
- Ida Pfeiffer (1797 - 1858), scriitoare.

## Secolul al XIX-lea

### 1801 - 1820
- Friedrich von Amerling (1803 - 1887), pictor;

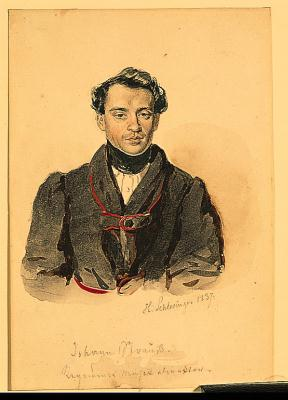
Johann Strauss (tatăl)

- Johann Strauss (tatăl) (1804 - 1849), compozitor romantic;
- Rudolf von Alt (1812 - 1905), pictor;
- Franc Miklošič (1813 - 1891), filolog sloven;

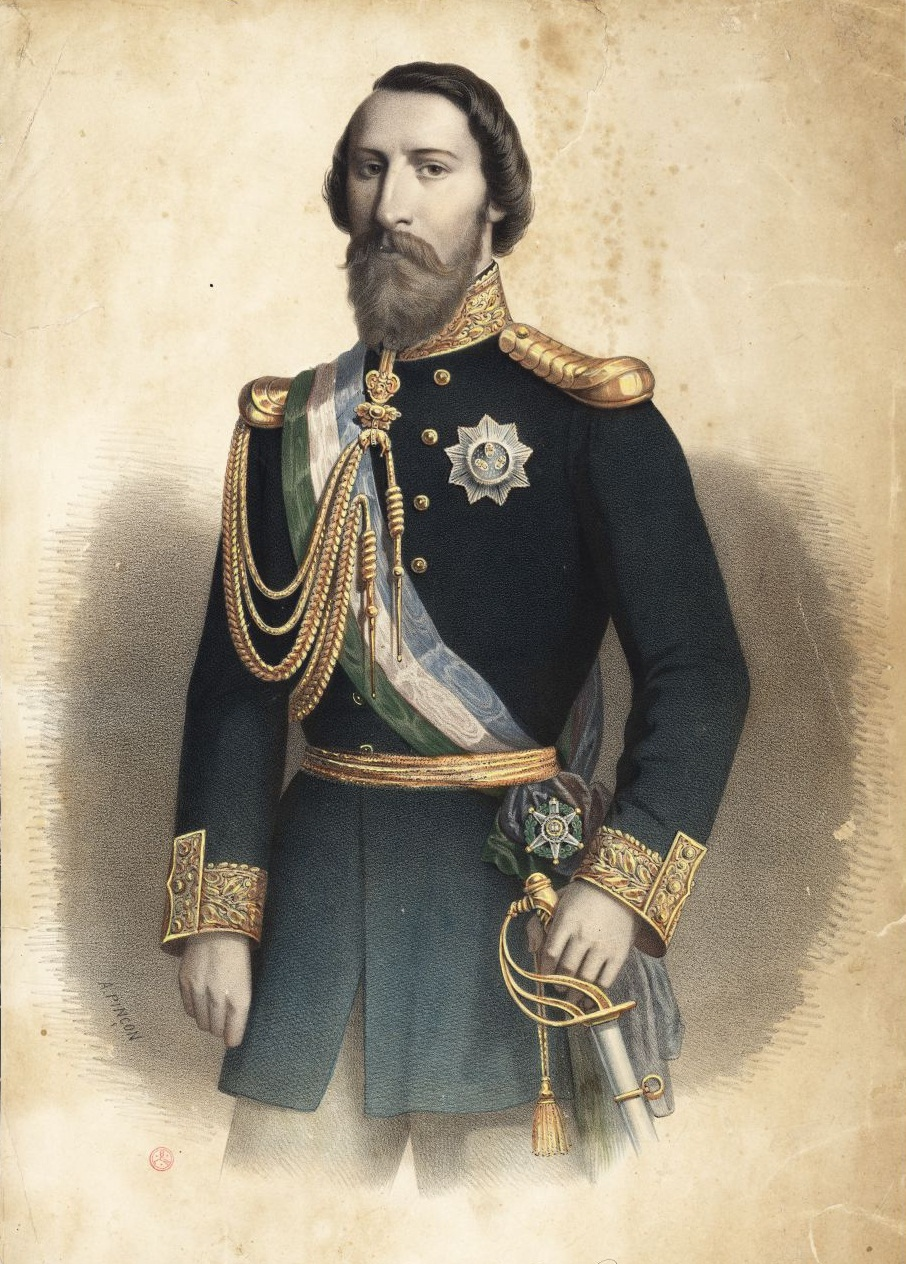
Ferdinand al II-lea al Portugaliei

- Ferdinand al II-lea al Portugaliei (1816 - 1885), soțul reginei Maria a II-a a Portugaliei;
- Arhiducele Albert, Duce de Teschen (1817 - 1895), feldmareșal.

### 1821 - 1840
- Karl-Maria Kertbeny (1824 - 1882), jurnalist, militant pentru drepturile omului;
- Anton Bruckner (1824) - 1896), compozitor, organist;

- Johann Strauss (fiul) (1825 - 1899), compozitor;
- Ludwig Minkus (1826 - 1917), compozitor, pedagog austro-ungar;
- Nicolae Dumba (1830 - 1900), antreprenor, om politic;
- Maximilian I al Mexicului (1832 - 1867), împărat al Mexicului;
- Ferdinand Laub (1832 - 1875), compozitor violonist;

- Johannes Brahms (1833 - 1897), compozitor romantic;
- Ferdinand von Saar (1833 - 1906), scriitor;
- Joseph Stefan (1835 - 1893), matematician, fizician sloven;

- Nicolae Teclu (1839 - 1916), chimist român;
- Ludwig Anzengruber (1839 - 1889), scriitor;
- Richard von Krafft-Ebing (1840 - 1902), neurolog, psihiatru.

### 1841 - 1860
- Otto Wagner (1841 - 1918), arhitect;
- Carl Millöcker (1842 - 1899), compozitor;
- Ludwig Viktor de Austria (1842 - 1919), arhiduce, frate al lui Maximilian I al Mexicului;
- Josef Breuer[4] (1842 - 1925), medic, filozof;

- Ludwig Boltzmann (1844 - 1906), fizician, matematician;
- Karl Lueger (1844 - 1910), politician, susținător al cauzei românilor din Transilvania;
- Tina Blau (1845 - 1916), pictoriță;
- Ferdinand Fellner junior (1847 - 1916), arhitect;
- Robert Fuchs[5] (1847 - 1927), compozitor;
- Guido von List (1848 - 1919), scriitor;

- Friedrich von Wieser (1851 - 1926), economist;
- Arhiducesa Sofia a Austriei (1855 - 1857), primul copil al împăratului Franz Joseph al Austriei;

- Sigmund Freud (1856 - 1939), psihiatru, fondatorul școlii de psihanaliză;
- Constantin Dumba (1856 - 1947), diplomat austro-ungar;
- Carl Auer von Welsbach (1858 - 1929), chimist, antreprenor;
- Bertha Pappenheim (1859 - 1936), luptatoare pentru drepturile femeii;

- Gustav Mahler (1860 - 1911), compozitor romantic.

### 1861 - 1870
- Ferdinand I al Bulgariei (1861 - 1948), țar al Bulgariei;
- Arthur Schnitzler (1862 - 1931), scriitor;

- Nathan Birnbaum (1864 - 1937), scriitor;

- Richard Zsigmondy (1865 - 1929), chimist, laureat al Premiului Nobel pentru Chimie;
- Albrecht, Duce de Württemberg (1865 - 1939), nobil, ofițer german;
- Émile Jaques-Dalcroze (1865 - 1950), compozitor;

- Gustav Meyrink (1868 - 1932), scriitor;
- Karl Landsteiner (1868 - 1943), medic, biolog evreu;
- Adolf Loos (1870 - 1933), arhitect ceh;

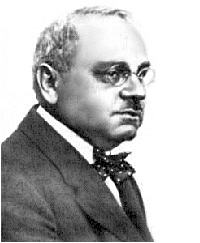
Alfred Adler

- Alfred Adler (1870 - 1937), psiholog, fondator al școlii de psihologie individuală;
- Oscar Straus (1870 - 1954), compozitor.

### 1871 - 1880
- Maria von Vetsera (1871 - 1889), iubita prințului Rudolf al Austriei;
- Franz Blei (1871 - 1942), scriitor, traducător;

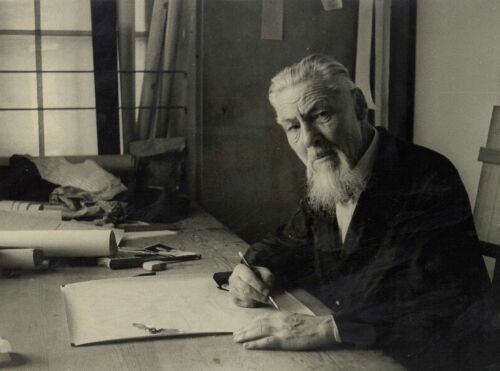
Jože Plečnik

- Jože Plečnik (1872 - 1957), arhitect;

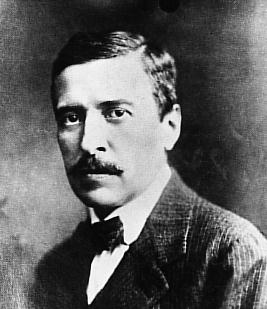
Hugo von Hofmannsthal

- Hugo von Hofmannsthal (1874 - 1929), scriitor;
- John Quincy Adams[6] (1874 - 1933), pictor;
- Karl Kraus (1874 - 1936), scriitor, jurnalist;
- Arnold Schönberg (1874 - 1951), compozitor, emigrat în SUA;
- Jörg Lanz von Liebenfels (1874 - 1954), călugăr, ideolog antisemit;

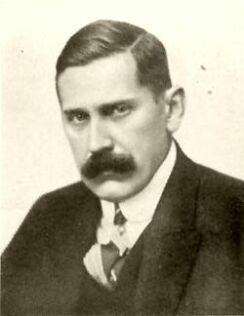
Othenio Abel

- Othenio Abel (1875 - 1946), paleontolog;
- Julius Lenhart (1875 - 1962), gimnast, câștigător a diverse medalii la Jocurile Olimpice;
- Ivan Cankar (1876 - 1918), scriitor sloven;
- Ignaz Seipel (1876 - 1932), prelat, om politic;

- Róbert Bárány (1876 - 1936), medic, stabilit în Suedia;
- Leo Singer (1877 - 1951), manager trupă de circ;
- Martin Buber (1878 - 1965), filozof evreu;

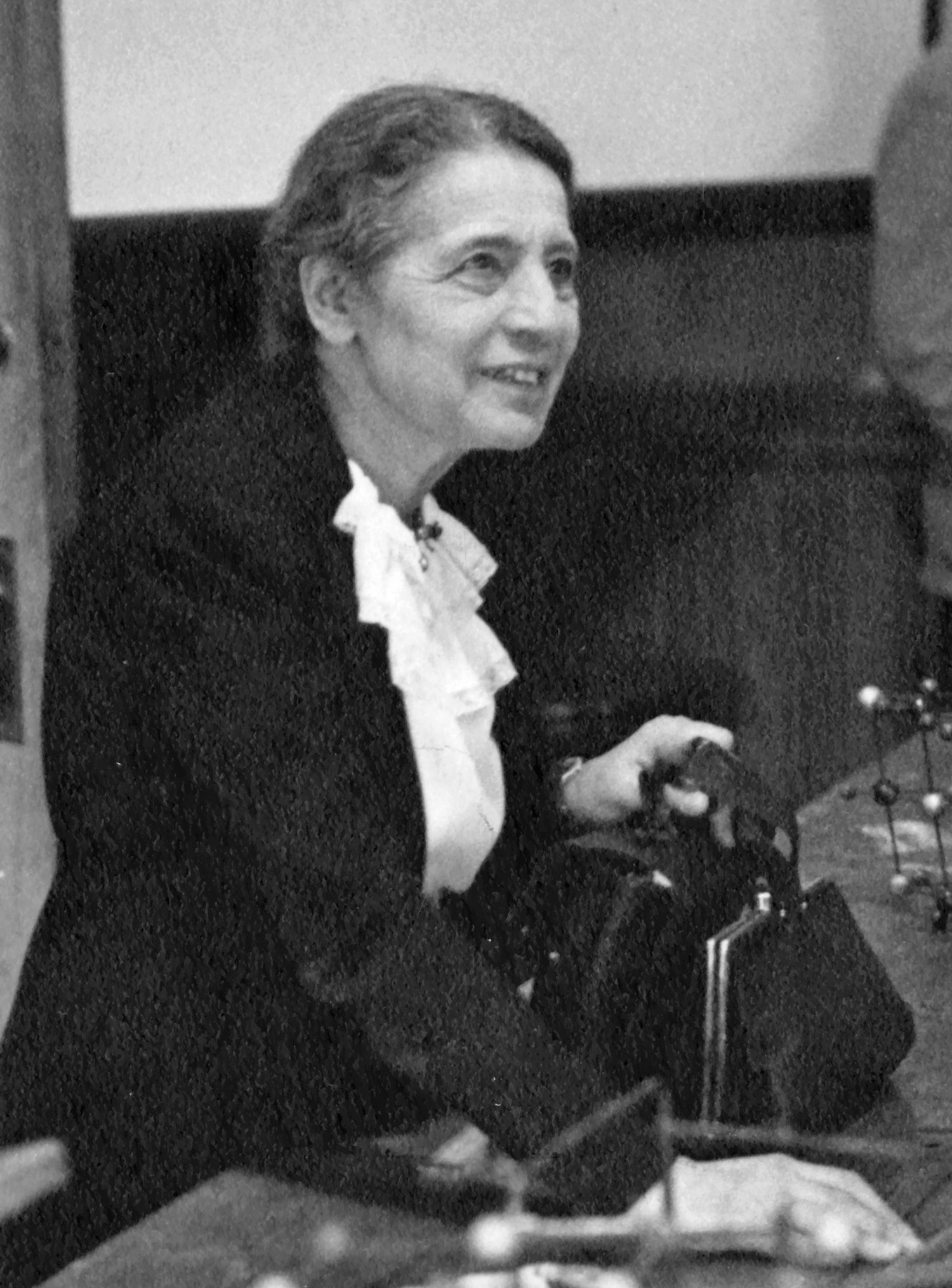
Lise Meitner

- Lise Meitner (1878 - 1968), fiziciană, emigrată în Suedia;
- Otto Wahle (1879 - 1963), înotător;
- Alma Mahler-Werfel (1879 - 1964), compozitoare, soția lui Gustav Mahler;
- Otto Weininger (1880 - 1903), filozof;

- Paul Ehrenfest (1880 - 1933), fizician, matematician;
- Richard Oswald (1880 - 1963), regizor, scenarist;
- Hans Moser[7] (1880 - 1964), actor.

### 1881 - 1890
- Stefan Zweig (1881 - 1942), scriitor;
- Anton Webern (1883 - 1945), compozitor;

- Alban Berg (1885 - 1935), compozitor, muzician;
- Erich von Stroheim (1885 - 1957), regizor, actor, scenarist;
- Franz Theodor Csokor (1885 - 1969), scriitor;

- Hermann Broch (1886 - 1951), scriitor, emigrat în SUA;
- Karl von Frisch (1886 - 1982), etolog, laureat al Premiului Nobel pentru Fiziologie sau Medicină;
- Fritz Paneth (1887 - 1958), chimist german;

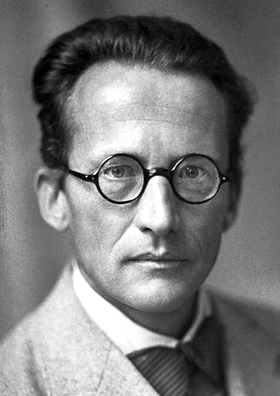
Erwin Schrödinger

- Erwin Schrödinger (1887 - 1961), fizician, laureat al Pemiului Nobel pentru Fizică;

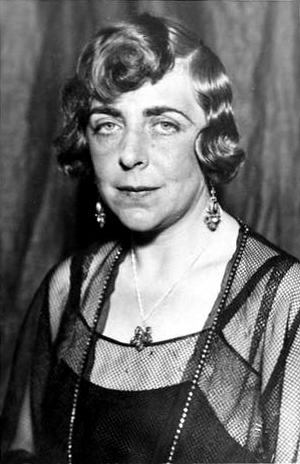
Vicki Baum

- Vicki Baum (1888 - 1960), scriitoare;
- Max Steiner (1888 - 1971), compozitor;
- Alfred Macalik (1888 - 1979), pictor, stabilit în România;

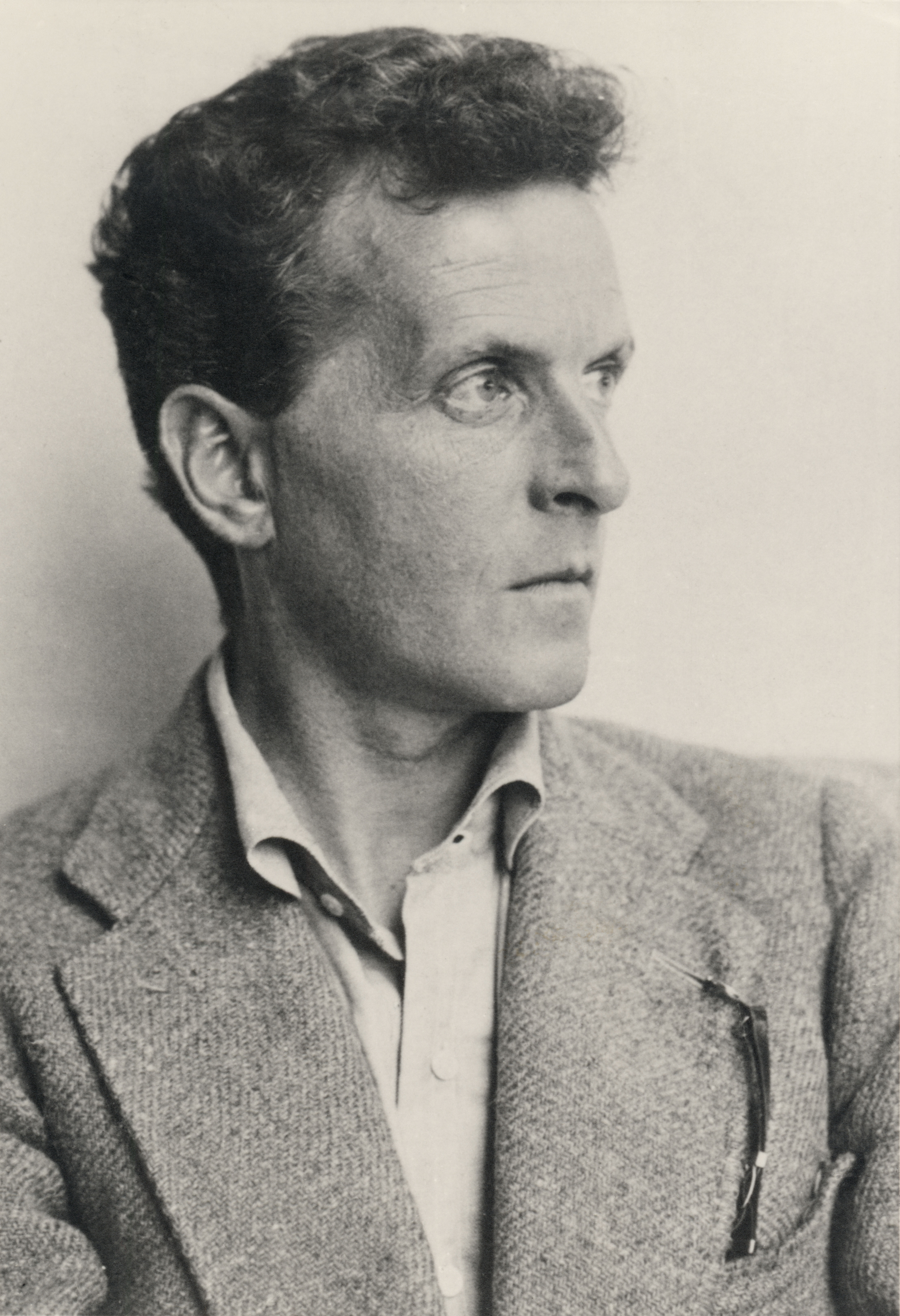
Ludwig Wittgenstein

- Ludwig Wittgenstein (1889 - 1951), filozof;

Fritz Lang

- Fritz Lang (1890 - 1976), regizor american.

### 1891 - 1900

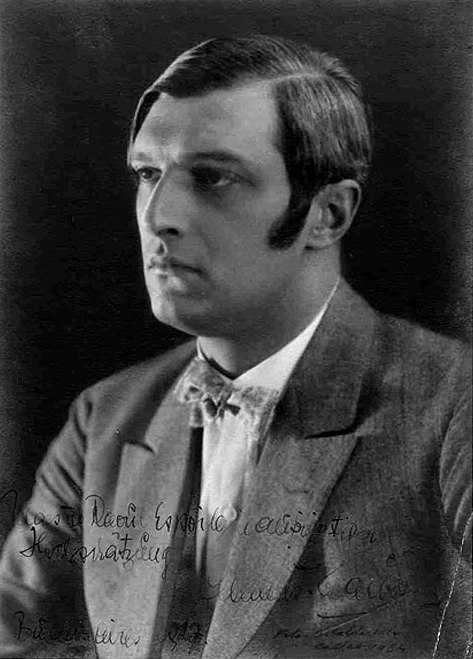
Clemens Krauss

- Clemens Krauss (1893 - 1954), dirijor;
- Josef von Sternberg (1894 - 1969), regizor, emigrat în SUA;
- Josef Uridil (1895 - 1962), fotbalist, antrenor;

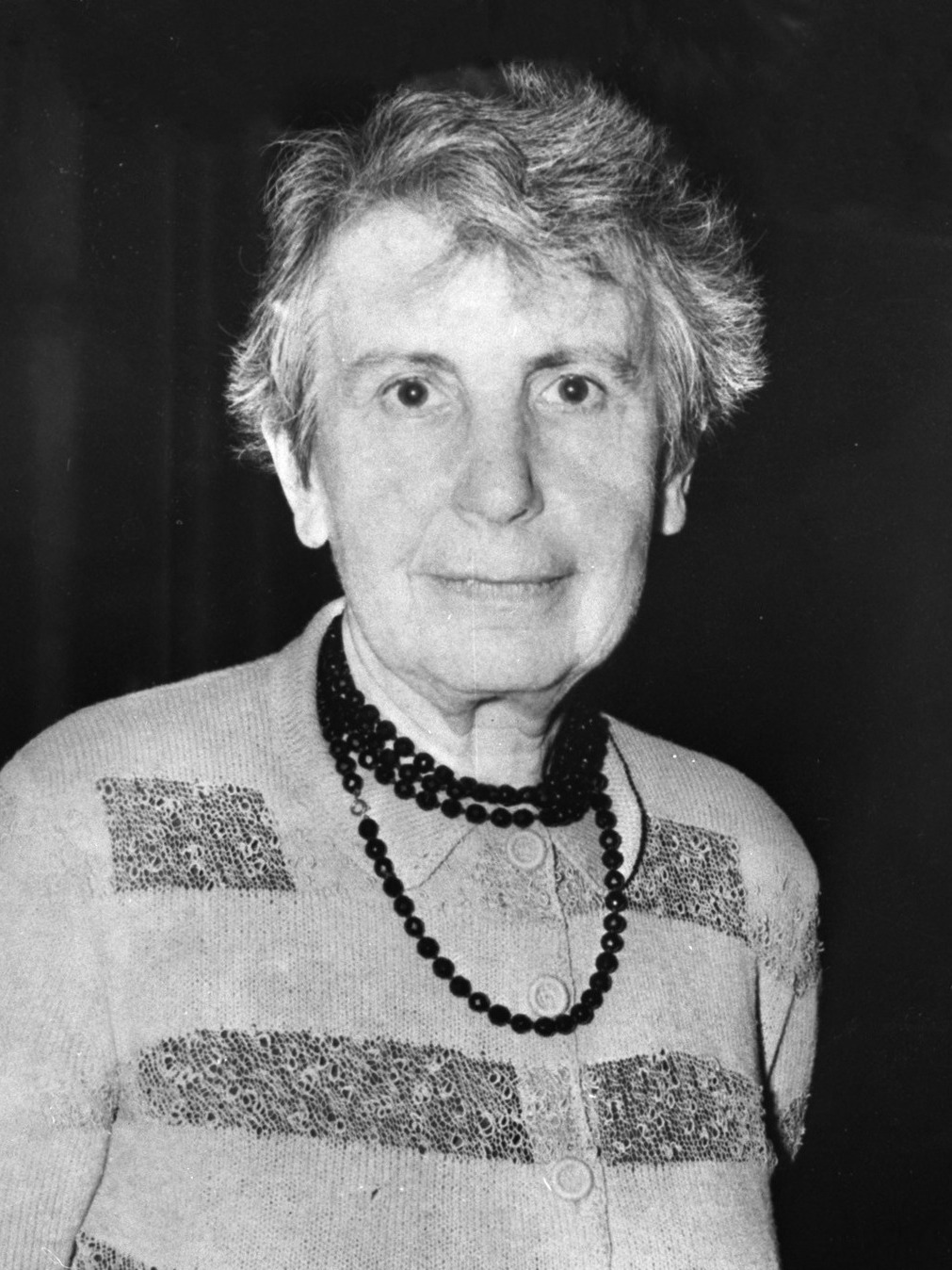
Anna Freud

- Anna Freud (1895 - 1982), psihiatru, fiica lui Sigmund Freud;
- Liane Haid (1895 - 2000), actriță, cântăreață;
- Joseph Schildkraut (1896 - 1964), actor, scenarist;
- Heimito von Doderer (1896 - 1966), scriitor;
- Emil Artin (1898 - 1962), matematician;
- Gustav Ucicky (1899 - 1961), regizor;
- Friedrich Hayek (1899 - 1992), economist, filozof;

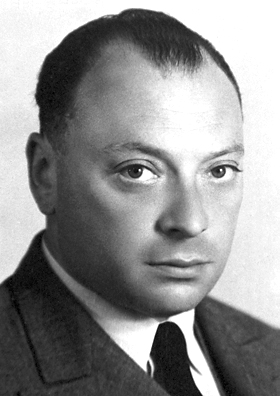
Wolfgang Pauli

- Wolfgang Pauli (1900 - 1958), fizician, laureat Nobel;
- Richard Kuhn (1900 - 1967), chimist german, laureat Nobel;
- Georg C. Klaren (1900 - 1962), scenarist, regizor;

## Secolul al XX-lea

### 1901 - 1910
- Karl Popper (1902 - 1994), filozof englez;

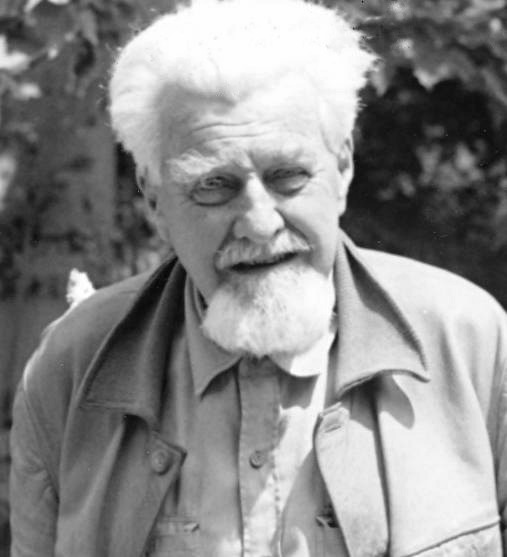
Konrad Lorenz

- Konrad Lorenz (1903 - 1989), zoolog,  laureat al Nobel pentru Medicină;
- Bruno Bettelheim (1903 - 1990), psihanalist, emigrat în SUA;
- Otto Frisch (1904 - 1979), fizician britanic;
- Otto Preminger (1905 - 1986), regizor american;

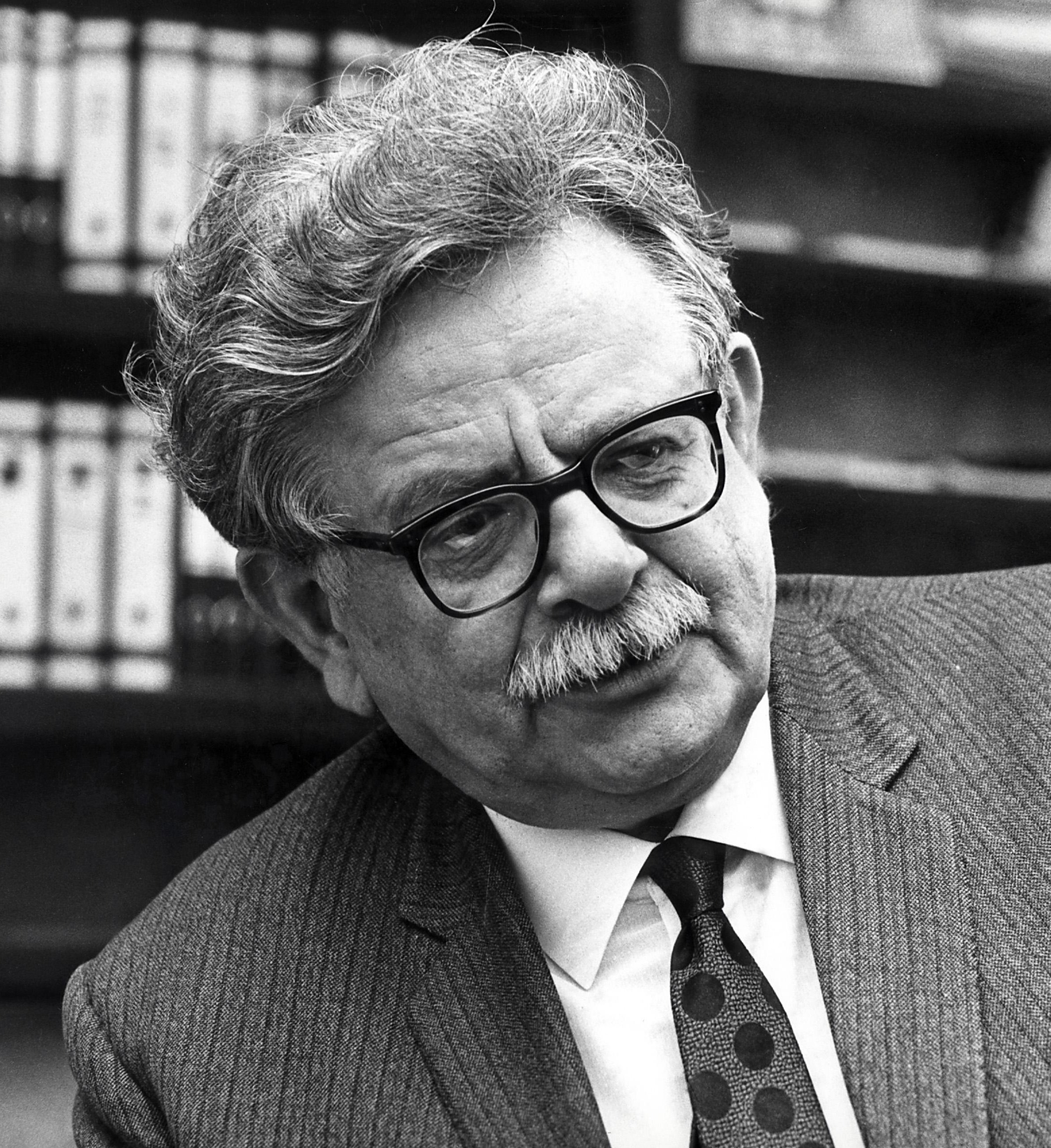
Elias Canetti

- Elias Canetti (1905 - 1994), scriitor, laureat Nobel;
- Viktor Frankl (1905 - 1997), psihiatru;
- Hans Asperger (1906 - 1980), pediatru;
- Hans Selye (1907 - 1982), biochimist;

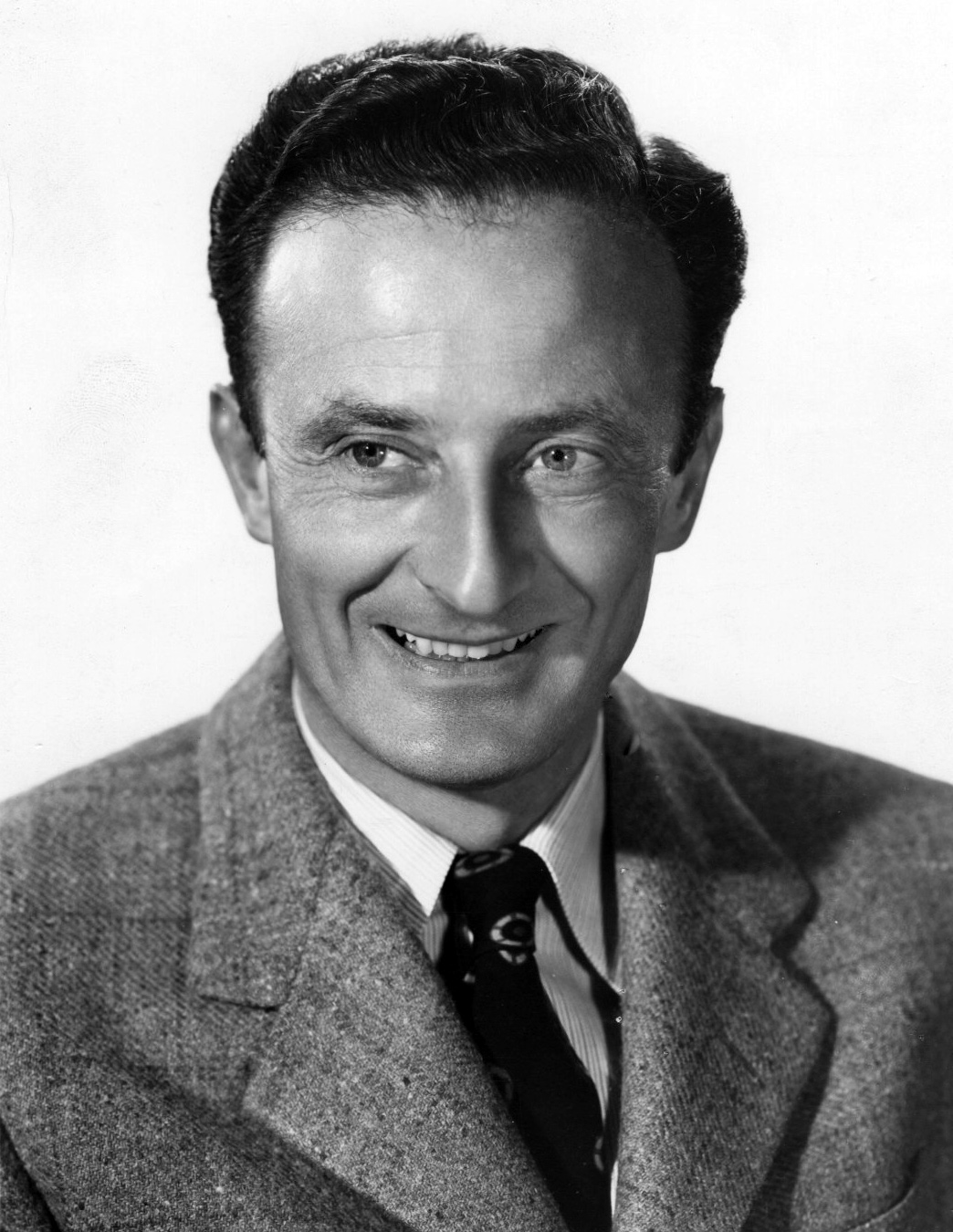
Fred Zinnemann

- Fred Zinnemann (1907 - 1997), regizor american;
- Otto Skorzeny (1908 - 1975), Obersturmbannführer SS;
- Carlo Abarth (1908 - 1979), designer auto;

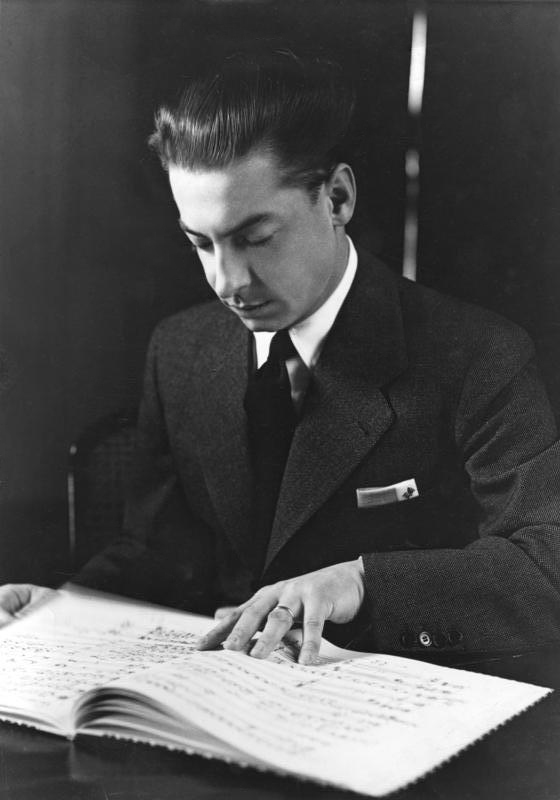
Herbert von Karajan

- Herbert von Karajan (1908 - 1989), dirijor;
- Karl Schäfer[8] (1909 - 1976), sportiv (patinaj artistic);
- Peter Drucker (1909 - 2005), economist, scriitor american;

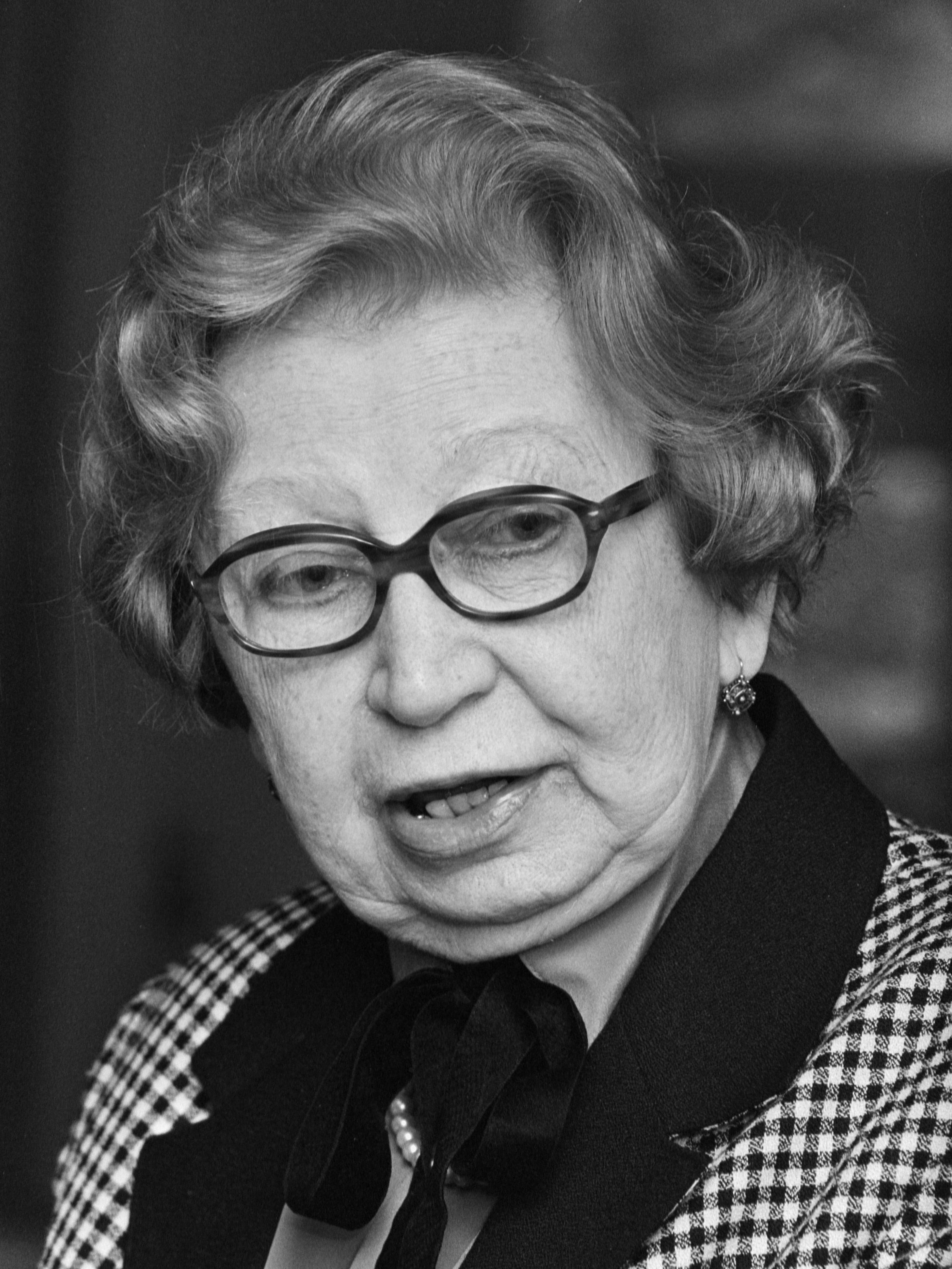
Miep Gies

- Miep Gies (1909 - 2010), salvatoare de evrei, decorată cu „drept între popoare”;

### 1941 - 1950
- Alexander Van der Bellen (n. 1944), om politic.

## Indice alfabetic

### A
- Carlo Abarth
- Othenio Abel
- Alfred Adler
- Albert al II-lea, Rege Roman
- Albert, Duce de Teschen
- Albrecht, Duce de Württemberg
- Aloys al II-lea de Liechtenstein
- Rudolf von Alt
- Friedrich von Amerling
- Ludwig Anzengruber
- Emil Artin
- Hans Asperger

### B
- Róbert Bárány
- Vicki Baum
- Alban Berg
- Bruno Bettelheim
- Nathan Birnbaum
- Tina Blau
- Ludwig Boltzmann
- Johannes Brahms
- Josef Breuer
- Hermann Broch
- Anton Bruckner
- Martin Buber

### C
- Elias Canetti
- Ivan Cankar
- Carol al II-lea, Arhiduce de Austria
- Carol al V-lea de Lorena
- Carol al VI-lea
- Carol Iosif al Austriei
- Franz Theodor Csokor
- Carl Czerny

### D
- Emmerich Danzer
- Leopold Josef von Daun
- Carl Ditters von Dittersdorf
- Heimito von Doderer
- Peter Drucker

### E
- Paul Ehrenfest
- Elisabeta de Austria
- Joseph Emanuel Fischer von Erlach
- Ernest de Austria

### F
- Ferdinand Fellner junior
- Ferdinand I al Austriei
- Ferdinand I al Bulgariei
- Ferdinand al II-lea al Portugaliei
- Viktor Frankl
- Anna Freud
- Sigmund Freud
- Karl von Frisch
- Otto Frisch
- Robert Fuchs

### G
- Miep Gies
- Franz Grillparzer

### H
- Liane Haid
- Joseph Haydn
- Friedrich Hayek
- Heinrich von Heß
- Hugo von Hofmannsthal

### I
- Iosif I al Sfântului Imperiu Roman
- Iosif al II-lea

### J
- Émile Jaques-Dalcroze

### K
- Herbert von Karajan
- Wenzel Anton von Kaunitz
- Karl-Maria Kertbeny
- Georg C. Klaren
- Jernej Kopitar
- Richard von Krafft-Ebing
- Karl Kraus
- Clemens Krauss
- Richard Kuhn

### L
- Karl Landsteiner
- Fritz Lang
- Ferdinand Laub
- Julius Lenhart
- Leopold I
- Leopold I de Habsburg
- Leopold al II-lea
- Jörg Lanz von Liebenfels
- Guido von List
- Adolf Loos
- Konrad Lorenz
- Ludwig Viktor de Austria
- Karl Lueger

### M
- Alfred Macalik
- Gustav Mahler
- Alma Mahler-Werfel
- Maria Antoaneta
- Maria Christina, arhiducesă
- Maria Carolina a Austriei
- Maria Elisabeta a Austriei
- Maria Leopoldina a Austriei
- Maria Terezia a Austriei
- Marie Louise, ducesă de Parma
- Matia I al Sfântului Imperiu Roman
- Maximilian I al Mexicului
- Maximilian I al Sfântului Imperiu Roman
- Maximilian al II-lea
- Maximilian Franz al Austriei
- Lise Meitner
- Gustav Meyrink
- Franc Miklošič
- Carl Millöcker
- Hans Moser
- Wolfgang Amadeus Mozart

### O
- Richard Oswald

### P
- Fritz Paneth
- Bertha Pappenheim
- Wolfgang Pauli
- Ida Pfeiffer
- Jože Plečnik
- Józef Poniatowski
- Karl Popper
- Otto Preminger

### R
- Rudolf al II-lea

### S
- Ferdinand von Saar
- Karl Schäfer
- Joseph Schildkraut
- Arthur Schnitzler
- Arnold Schönberg
- Erwin Schrödinger
- Franz Schubert
- Karl Philipp zu Schwarzenberg
- Ignaz Seipel
- Hans Selye
- Leo Singer
- Otto Skorzeny
- Sofia a Austriei
- Joseph Stefan
- Max Steiner
- Josef von Sternberg
- Oscar Straus
- Johann Strauss (fiul)
- Johann Strauss (tatăl)
- Erich von Stroheim
- István Széchenyi

### T
- Nicolae Teclu

### U
- Gustav Ucicky
- Josef Uridil

### V
- Alexander Van der Bellen
- Maria von Vetsera

### W
- Otto Wagner
- Otto Wahle
- Ferdinand Georg Waldmüller
- Anton Webern
- Otto Weininger
- Carl Auer von Welsbach
- Friedrich von Wieser
- Ludwig Wittgenstein

### Z
- Fred Zinnemann
- Richard Zsigmondy
- Stefan Zweig